# Antin Kotasijajärvi
Antin Kotasijajärvi eller Antinkotajärvi är en sjö i Finland. Den ligger i kommunen Enare i landskapet Lappland, i den norra delen av landet, 1 000 km norr om huvudstaden Helsingfors. Antin Kotasijajärvi ligger 186 meter över havet. Arean är 21,4 hektar och strandlinjen är 4,81 kilometer lång. Sjön  ingår i Pasvik älvs huvudavrinningsområde. 